# Chromolucuma
Chromolucuma es un género con dos especies de plantas  perteneciente a la familia de las sapotáceas. Es originario del norte de Sudamérica hasta Brasil

## Especies seleccionadas
- Chromolucuma baehniana
- Chromolucuma rubriflora